# NGC 152
NGC 152 (другое обозначение — ESO 28-SC24) — рассеянное скопление в галактике Малое Магелланово Облако, расположенное в созвездии Тукан. В разных работах его возраст оценивается от 1 до 5 миллиардов лет.